# Conseiller de gouvernement pour l'Intérieur (Monaco)
Le conseiller de gouvernement-ministre de l'Intérieur de Monaco est le représentant du gouvernement de Monaco chargé de la conduite des politiques publiques.

## Compétences
- Sécurité publique
- Instruction des dossiers de demande de carte de résident
- Sécurité civile
- Éducation
- Jeunesse et sports
- Culture
- Recherche
- Relations avec les Cultes
- Relations avec la Mairie
- Coordination de l'organisation des manifestations
- Sécurité numérique

## Titulaires
- 1945-1955 : Paul Noghès[1]
- 1955-? : Pierre Blanchy[2]

[...]
- ?-1965 : Maurice Delavenne
- 1965-1967 : Jacques Biget[3],[4]
- 1967-1973 : Pierre Malvy
- 1973-1977 : Marc Gorsse
- 1977-1984 : Michel Desmet
- 1984-1993 : Michel Éon
- 1993-1997 : Jean Aribaud[5]
- 1998-2006 : Philippe Deslandes
- 2006-2015 : Paul Masseron
- 2015-2024 : Patrice Cellario
- depuis 2024 : Lionel Beffre[6]